# Мухровани

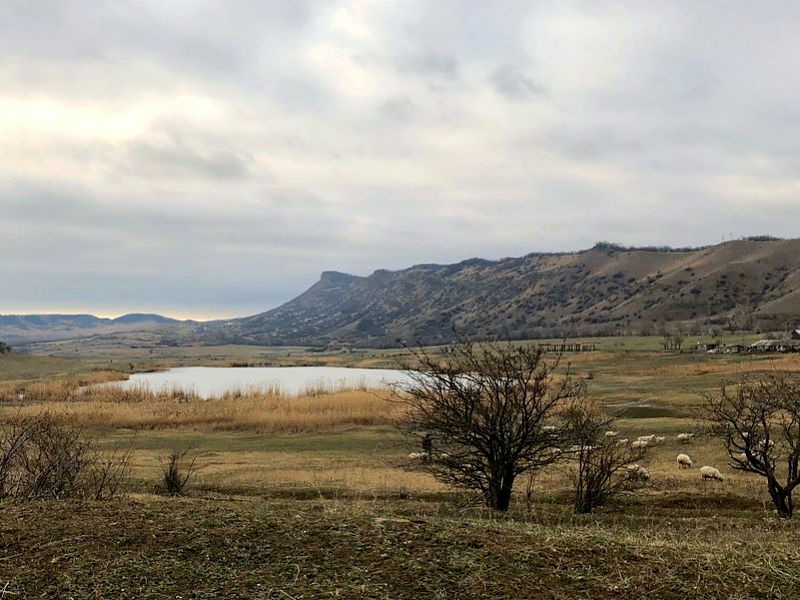
Озеро Млаше возле Мухровани

Мухровани (груз. მუხროვანი) — село в Грузии. Находится в Сагареджойском муниципалитете края Кахетия. Население — 16 человек (2014).